# Elton Mayo
George Elton Mayo (Adelaide (Australië), 26 december 1880 – Polesden Lacey (Engeland), 7 september 1949) was een Australische managementwetenschapper, die wordt beschouwd als de grondlegger van de bedrijfssociologie.

## Biografie
Mayo doceerde van 1919 tot 1923 aan de Universiteit van Queensland. Daarna ging hij werken aan de University of Pennsylvania. Het grootste deel van zijn carrière bracht hij door op de Harvard Business School (1926 – 1947), waar hij bekendheid verwierf als de grondlegger van de Human relations Movement. Tevens verkreeg hij bekendheid door zijn onderzoeken, waaronder de Hawthorne-experimenten, en voor zijn boek The Social Problems of an Industrial Civilization (1933). Het onderzoek dat hij verrichtte bij de Hawthorne-experimenten, toonde het belang aan hoe groepen het individuele gedrag op de werkvloer kunnen beïnvloeden.
In feite voerde niet Mayo die deze praktische experimenten uit, maar zijn assistenten, Roethlisberger en Dickinson. Hij liet enkele onderzoeken uitvoeren naar verbetering van de productie, bijvoorbeeld het veranderen van de verlichting van een werkplaats. Hij kwam echter tot de vaststelling dat het welbehagen van de werknemer in grote mate afhangt van het informele sociale patroon van de groep waarin gewerkt wordt. Betere resultaten, zowel qua inzet en coöperatie, kunnen bereikt worden wanneer de werknemers het gevoel krijgen dat ze belangrijk zijn en er aan ze wordt gedacht. Fysische condities en/of financiële invloeden hadden een minder motiverend effect. De werknemers zullen zelf werkgroepen gaan vormen, wat door het management gebruikt wordt in een efficiëntere organisatie. Mayo concludeerde dat de efficiëntie van de werknemer afhangt van zowel de tevredenheid met de job als van de sociale omgeving.
Kritiek betreffende de werknemers tijdens het uitvoeren van de studies:
- De groepsleden wier gedrag bestudeerd werd, mochten zichzelf kandidaat stellen
- Twee van de zes deelnemende vrouwen werden vervangen tijdens de experimenten omdat ze kletsten tijdens het werk
- Een Italiaanse werkneemster werkte erg hard omdat ze alleen voor haar gezin moest zorgen. Hierdoor beïnvloedde zij het resultaat van de groep op een positieve wijze.

## Mayo’s conclusies
- Individuele werknemers kunnen niet in isolatie beschouwd worden, maar moeten worden gezien als leden van een groep
- Goed verdienen en goede werkcondities zijn minder belangrijk voor het individu dan het behoren tot een groep
- Informele groepen gevormd op het werk hebben een sterke invloed op het gedrag van de werknemers uit die groep
- Managers moeten op de hoogte zijn van deze ‘sociale behoeften’, zodat ze de werknemers beter kunnen laten meewerken met de ‘echte’ organisatie. Hij constateerde wrevel tussen werknemers (met een sentimentele logica) en managers (met een logica van kosten en efficiency) die tot conflicten leidt.

Mayo's werk in de Hawthorne-experimenten is later gewijzigd door Douglas McGregor. De experimenten tonen niet aan hoe de praktische uitvoering van het werk en de structuur van de organisatie aangepast kunnen worden, om de productiviteit en het welbehagen van de werknemer op te krikken. McGregor suggereert dat de banden tussen organisatie, motivatie en productiviteit complexer zijn dan Mayo dacht. McGregor gaat uit van de X- en Y-theorie:
X: mensen zijn lui en willen alleen maar werken voor geld;
Y: de mens is sociaal, werken hoort daarbij en dat doen we samen.

## Bekend werk
- The Human Problems of an Industrialised Civilization (1933)